# يوهانس إيدي
يوهانس إيدي (بالبوكمول: Johannes Malvin Eide) هو رائد أعمال نرويجي، ولد في 30 أكتوبر 1937 في Halsnøy ‏ في النرويج.